# Днепроводская улица
Днепроводская улица (укр. Дніпроводська вулиця) — улица в Оболонском районе города Киева. Пролегает от проспекта Минский до улицы Богатырская, исторически сложившаяся местность посёлок ДВС.
Примыкают улицы Академика Оппокова, Клары Цеткин, 8 Марта, Родниковая (Джерельная).

## История
Безымянная улица возникла в 1950-е годы на месте дороги к посёлку Днепровской водной станции (ДВС).  
15 июля 1958 года улица получила современное название — в честь Днепровской водопроводной станции, согласно Постановлению бюро Киевского городского комитета Компартии Украины и исполнительного комитета Киевского городского совета депутатов трудящихся № 1249 «Про наименование и переименование улиц города Киева» («Про найменування та перейменування вулиць міста Києва»). 

## Застройка
Улица пролегает в восточном направлении через лес Межигорского лесничества и посёлок ДВС, будучи его основной улицей. После примыкания Богатырской улицы сменяется автодорогой «Р-69».
Парная и непарная стороны улицы частично застроены и заняты малоэтажной (2-этажные дома, один 4-этажный) и многоэтажной жилой (9-этажные дома) застройкой. Днепровская водопроводная станция расположена после примыкания Богатырской улицы вдоль (южнее) автодорогой «Р-69».
Учреждения:
1. дом № 1 А — Днепровская водопроводная станция; Киевский военизированный горно-спасательный отряд
2. дом № 16 — институт коллоидной химии и химии воды имени А. Думанского, техническое отделение